# 第2次森内閣
第2次森内閣（だいにじもりないかく）は、森喜朗が第86代内閣総理大臣に任命され、2000年（平成12年）7月4日から同年12月5日まで続いた日本の内閣。

## 概要
先の第1次森内閣は、名こそ森内閣ではあるが、小渕恵三前内閣総理大臣の病気・辞任により急遽発足した事実上の選挙管理内閣であり、森が総理として独自の人事権を行使したという意味では、この第2次内閣が事実上の初代森内閣と言える。
この布陣は、内閣改造が行われる同年12月5日まで存続した。

## 組閣
いわゆる神の国解散による総選挙後の組閣で、森首相は、宮澤喜一蔵相、河野洋平外相、堺屋太一経企庁長官ら主要閣僚を続投させ、内閣官房長官は青木幹雄から森首相側近で幹事長代理の中川秀直に代わった。
前回の小渕内閣改造・党役員人事で小渕に拒否された加藤派の小里貞利が総務会長に、山崎派の保岡興治を入閣させ、加藤派・山崎派に一定の配慮を示した。
民間からの川口順子の起用が話題となった他、平沼赳夫、津島雄二ら実力者の入閣もあるが、全体としては中央省庁再編までの暫定的な布陣という色合いが強く、入閣待望組を多く揃えた「滞貨一掃」内閣などと呼ばれた。
金融再生委員会委員長・久世公堯は参議院比例選挙において大手マンション会社から党費を肩代わりしてもらい、自民党比例名簿上位に登載して当選していたことが発覚し、わずか26日足らずで更迭された。後任は相澤英之が就任。
10月には中川官房長官の「女性問題」が週刊誌で報じられたため、辞任に追い込まれ、後任に小泉純一郎が浮上するが、小泉が「俺は女房役には向かない」と固辞、同じ森派の福田康夫を推し、福田が就任した。その福田は第2次小泉内閣で年金未納の責任で辞任するまで官房長官を務め、在職日数は菅義偉に次ぐ2位である。

## 国務大臣
所属政党・出身:
  自由民主党（森派）   自由民主党 （旧小渕派）   自由民主党（加藤派）   自由民主党（旧河本派）   自由民主党 （河野G）   自由民主党 （江藤・亀井派）   自由民主党 （山崎派）   自由民主党 （無派閥）   公明党   保守党   中央省庁・民間
| 職名                          | 氏名 | 氏名                    | 所属                               | 特命事項等                                                                                  | 備考                                  |
| ----------------------------- | ---- | ----------------------- | ---------------------------------- | ------------------------------------------------------------------------------------------- | ------------------------------------- |
| 内閣総理大臣                  |      | 森喜朗                  | 衆議院 自由民主党 （森派）         |                                                                                             | 自由民主党総裁                        |
| 法務大臣                      |      | 保岡興治                | 衆議院 自由民主党 （山崎派）       |                                                                                             | 初入閣                                |
| 外務大臣                      |      | 河野洋平                | 衆議院 自由民主党 （河野G）        | 内閣総理大臣臨時代理就任順位第2位                                                           | 再任                                  |
| 大蔵大臣                      |      | 宮澤喜一                | 衆議院 自由民主党 （加藤派）       |                                                                                             | 再任                                  |
| 文部大臣 科学技術庁長官       |      | 大島理森                | 衆議院 自由民主党 （旧河本派）     | 原子力委員会委員長 国立国会図書館連絡調整委員会委員                                         |                                       |
| 厚生大臣                      |      | 津島雄二                | 衆議院 自由民主党 （旧小渕派）     | 年金問題担当 内閣総理大臣臨時代理就任順位第5位                                              |                                       |
| 農林水産大臣                  |      | 谷洋一                  | 衆議院 自由民主党 （江藤・亀井派） | 内閣総理大臣臨時代理就任順位第4位                                                           |                                       |
| 通商産業大臣                  |      | 平沼赳夫                | 衆議院 自由民主党 （江藤・亀井派） | 国際博覧会担当                                                                              |                                       |
| 運輸大臣 北海道開発庁長官     |      | 森田一                  | 衆議院 自由民主党 （加藤派）       | 新東京国際空港担当                                                                          | 初入閣                                |
| 郵政大臣                      |      | 平林鴻三                | 衆議院 自由民主党 （旧小渕派）     |                                                                                             | 初入閣                                |
| 労働大臣                      |      | 吉川芳男                | 参議院 自由民主党 （加藤派）       |                                                                                             | 初入閣                                |
| 建設大臣 国土庁長官           |      | 林寛子 （扇千景）       | 参議院 保守党                      | 研究・学園都市担当 土地対策担当 首都機能移転担当                                            | 初入閣 保守党党首                     |
| 自治大臣 国家公安委員会委員長 |      | 西田司                  | 衆議院 自由民主党 （旧小渕派）     | 内閣総理大臣臨時代理就任順位第3位                                                           |                                       |
| 内閣官房長官 沖縄開発庁長官   |      | 中川秀直                | 衆議院 自由民主党 （森派）         | 男女共同参画担当 沖縄担当 情報通信技術（IT）担当 内閣総理大臣臨時代理就任順位第1位          | 2000年（平成12年）10月27日辞任        |
| 内閣官房長官 沖縄開発庁長官   |      | 福田康夫                | 衆議院 自由民主党 （森派）         | 男女共同参画担当 沖縄担当 内閣総理大臣臨時代理就任順位第1位                                 | 初入閣 2000年（平成12年）10月27日任命 |
| 金融再生委員会委員長          |      | 久世公堯                | 参議院 自由民主党 （加藤派）       |                                                                                             | 初入閣 2000年（平成12年）7月30日辞任  |
| 金融再生委員会委員長          |      | 相澤英之                | 衆議院 自由民主党 （河野G）        |                                                                                             | 2000年（平成12年）7月30日任命         |
| 総務庁長官                    |      | 續訓弘                  | 参議院 公明党                      | 中央省庁改革等担当                                                                          | 再任                                  |
| 防衛庁長官                    |      | 虎島和夫                | 衆議院 自由民主党 （森派）         |                                                                                             | 初入閣                                |
| 経済企画庁長官                |      | 池口小太郎 （堺屋太一） | 民間人                             | 総合交通対策担当 新千年紀記念行事担当 情報通信技術（IT）担当（2000年（平成12年）10月27日-） | 再任                                  |
| 環境庁長官                    |      | 川口順子                | 民間人                             | 地球環境問題担当                                                                            | 初入閣                                |

## 内閣官房副長官・内閣法制局長官
| 職名           | 氏名 | 氏名       | 担当事項 | 所属等                     |
| -------------- | ---- | ---------- | -------- | -------------------------- |
| 内閣官房副長官 |      | 安倍晋三   | 政務担当 | 衆議院 自由民主党 （森派） |
| 内閣官房副長官 |      | 上野公成   | 政務担当 | 参議院 自由民主党 （森派） |
| 内閣官房副長官 |      | 古川貞二郎 | 事務担当 | 厚生事務次官               |
| 内閣危機管理監 |      | 安藤忠夫   |          | 警察官僚                   |
| 内閣法制局長官 |      | 津野修     |          | 大蔵官僚                   |

## 内閣総理大臣補佐官
| 職名               | 氏名 | 氏名       | 担当事項     | 所属等                             | 備考                          |
| ------------------ | ---- | ---------- | ------------ | ---------------------------------- | ----------------------------- |
| 内閣総理大臣補佐官 |      | 中曽根弘文 | 教育改革担当 | 参議院 自由民主党 （江藤・亀井派） | 2000年（平成12年）7月18日任命 |

## 政務次官
組閣同日に発足。
※1999年（平成11年）9月20日、将来の副大臣制度を見据えた政務次官の権限強化に関する法改正があり、同日以降は「○○総括政務次官」（1省庁に複数置かれる場合は筆頭者のみ）と呼称することとなった。この改正では権限部分のみで官職名までは改められず、閣議での申し合わせという形での「総括」呼称導入であったため、法的根拠を要する任命辞令には「総括」を含まない正式官職名が使用される。
- 法務政務次官 - 上田勇
- 外務政務次官 - 荒木清寛、浅野勝人
- 大蔵政務次官 - 村田吉隆、七条明
- 文部政務次官 - 鈴木恒夫、松村龍二
- 厚生政務次官 - 福島豊
- 農林水産政務次官 - 石破茂、三浦一水
- 通商産業政務次官 - 坂本剛二、伊藤達也
- 運輸政務次官 - 泉信也、実川幸夫
- 郵政政務次官 - 佐田玄一郎、常田享詳
- 労働政務次官 - 釜本邦茂
- 建設政務次官 - 植竹繁雄、田村公平
- 自治政務次官 - 中谷元、荒井広幸
- 総理府政務次官 - 中原爽
- 金融再生政務次官 - 宮本一三
- 総務政務次官 - 海老原義彦
- 北海道開発政務次官 - 橋本聖子（石﨑聖子）
- 防衛政務次官 - 仲村正治、鈴木正孝
- 経済企画政務次官 - 小野晋也
- 科学技術政務次官 - 渡海紀三朗
- 環境政務次官 - 河合正智
- 沖縄開発政務次官 - 白保台一
- 国土政務次官 - 蓮実進